# 가셔브룸 2봉
가셔브룸 2봉(영어: Gasherbrum II) 또는 K4는 중국 신장 웨이우얼 자치구와 파키스탄과의 경계에 있다. 높이 8,035m의 세계에서 13번째 높은 산이다. 카라코람의 측량번호는 K4다.
그레이트 카라코람, 발토로산맥의 가셔브룸(발티어로 '빛나는 벽' 원래는 '가셔브롬 4봉'의 애칭으로 붙인 이름) 봉우리 여러 개가 모여 있는 산의 무리로 최고봉인 가셔브룸 1봉(히든피크)의 북서 5.5 킬로미터에 있으며, 이 두 봉우리는 가셔브룸 새들(약 6500m)로 가로막혀 있다.
1956년 7월 8일 오스트리아 프리츠 모라벡(Fritz Moravec)의 지휘 아래 6명으로 구성된 원정대가 직접 정상으로 연결되는 남서 언덕을 경로로 처음으로 등정에 성공했다. 대한민국은 1991년 7월 19일과 20일 성균관대OB산악회와 울산산악연맹 원정대가 연달아 등반에 성공했다.

## 같이 보기
- 8000미터 봉우리
- 칠대륙 최고봉